# Mademoiselle Modiste
Mademoiselle Modiste is een Amerikaanse filmkomedie uit 1926 onder regie van Robert Z. Leonard. De film is wellicht zoekgeraakt.

## Verhaal
Fifi is een verkoopster in een boetiek in Parijs. De rijke Amerikaan Hiram Bent is onder de indruk van haar. Hij wil de winkel opkopen en Fifi directrice maken van de zaak. Om sponsors aan te trekken introduceert hij Fifi als de geheimzinnige Mademoiselle Modiste.

## Rolverdeling
| Acteur           | Personage     |
| ---------------- | ------------- |
| Corinne Griffith | Fifi          |
| Norman Kerry     | Etienne       |
| Willard Louis    | Hiram Bent    |
| Dorothy Cumming  | Marianne      |
| Rose Dione       | Madame Claire |